# ژایر اسمیت
ژایر اسمیت (انگلیسی: Zhaire Smith؛ زادهٔ ۴ ژوئن ۱۹۹۹) بازیکن بسکتبال اهل ایالات متحده آمریکا است.

## فعالیت ورزشی

### باشگاهی
از باشگاه‌هایی که در آن بازی کرده‌است می‌توان به فیلادلفیا سونتی‌سیکسرز اشاره کرد.